# Ілащук Василь Степанович
Васи́ль Степа́нович Ілащу́к (* 20 липня 1963, Чернівці) — народний артист України (2007); виконувач обов'язків президента і президент Національної телекомпанії України (лютий 2008 — березень 2010).

## Біографія
Нородився у с. Топорівці Новоселицького району Чернівецької області
Освіта: Чернівецький державний університет ім. Ю.Федьковича, філологічний факультет (1984—1990), «Російська мова та література»; Московський університет народного мистецтва (1985—1989), «Графіка».
З вересня 1968 по липень 1981  — учень МПТУ, м. Чернівці.
З липня по жовтень 1981  — столяр на Чернівецькому меблевому комбінаті.
З листопада 1981 по жовтень 1983  — служба в армії.
З грудня 1983 по лютий 1992  — диктор Комітету з телебачення і радіомовлення виконкому Чернівецької облради.
З лютого 1992 по травень 1995  — диктор Чернівецького об'єднання телебачення і радіомовлення.
1992–1998  — власкор української телепрограми, ТБ Канади (Toronto. CFMT — TV).
З червня 1995 по вересень 1997  — диктор Чернівецької облдержтелерадіокомпанії.
З вересня 1997 по січень 2008  — ведучий інформаційних програм, диктор Національної телекомпанії України.
З 17 січня по 22 лютого 2008  — радник Президента України Віктора Ющенка.
З 21 лютого по 16 грудня 2008 — виконувач обов'язків президента НТКУ.
З 16 грудня 2008 по 17 березня 2010 — президент НТКУ.

## Нагороди, відзнаки
- Заслужений артист України (1998)[8]
- Народний артист України (2007)
- Медаль "На славу Чернівців"